# Belchior (músico)
Antônio Carlos Belchior, más conocido simplemente como Belchior (Sobral, Brasil 26 de octubre de 1946  – Santa Cruz del Sur, Brasil, 30 de abril de 2017), hijo de Dolores Gomes Fontenelle Fernandes y Otávio Belchior Fernandes, fue un cantante y compositor brasileño. Uno de los miembros del llamado Pessoal do Ceará, que incluye Fagner, Ednardo, Rodger, y otros, Belchior fue uno de los primeros cantantes de MPB del nordeste brasileño a hacer éxito nacional, a mediados de la década de 1970. 
Cierta época, Belchior hizo una broma añadiendo los apellidos de sus padres al su propio, diciendo que su nombre completo sería: "Antônio Carlos Gomes Belchior Fontenelle Fernandes", para decir que sería el "mayor nombre de la MPB".
Su álbum Alucinação, de 1976, es considerado por varios críticos musicales como el más revolucionario de la historia de la MPB y uno de los más importantes de todos los tiempos para la música brasileña. En 2012, Belchior apareció en la posición 58 de la lista Las 100 Mayores Voces de la Música Brasileña por la revista Rolling Stone Brasil.
Belchior ganó el primer lugar en el IV Festival Universitario de 1971 con la música "Hora do almoço", interpretada por Jorge Melo y Jorge Teles. Entre sus mayores éxitos están Apenas um Rapaz Latino-Americano, Como Nossos Pais, Mucuripe y Divina comédia humana. Otras composiciones de Belchior de gran éxito fueron "Paralelas" (grabada por Vanusa) y "Galos, noites e quintais" (regrabada por Jair Rodrigues).

## Carrera
Durante su infancia, en Ceará, fue cantante de feria y poeta repentista. Estudió música coral y piano con Acácio Halley. Su padre tocaba flauta y saxofone y su madre cantaba en el coral de la iglesia. Tenía tíos poetas y bohemios. Aún niño, recibió influencia de los cantantes del radio Ângela Maria, Cauby Peixoto y Nora Ney. Fue programador de radio en Sobral. En 1962, se cambió para Fortaleza, donde estudió Filosofía y Humanidades. Comenzó a estudiar Medicina, pero abandonó el curso el cuarto año, en 1971, para dedicarse a la carrera artística. Se unió a un grupo de jóvenes compositores y músicos, como Fagner, Ednardo, Rodger Rogério, Teti, Cirino entre otros,  conocidos como el Pessoal do Ceará.
De 1965 a 1970 se presentó en festivales de música en el Nordeste. En 1971, cuando se cambió para el Río de Janeiro, venció el IV Festival Universitario de la MPB, con la canción Na hora do Almoço, cantada por Jorge Melo y Jorge Teles, con la cual estrenó como cantante en disco, un compacto de la etiqueta Copacabana. En São Paulo, para donde se cambió, compuso canciones para algunas películas de corto metraje, siguiendo a trabajar individualmente y a veces con el grupo del Ceará.
En 1972 Elis Regina grabó su composición Mucuripe (con Fagner). Actuando en escuelas, teatros, hospitales, penitenciarias, fábricas y televisión, grabó su primer LP en 1974, en la grabadora Chantecler. El segundo, Alucinação  (Polygram, 1976), consolidó su carrera, lanzando canciones de éxito como Velha roupa colorida, Como nossos pais, que después fueron regrabadas por Elis Regina y Apenas um rapaz latino-americano. Gracias a estos éxitos, Alucinação vendió 30 mil copias en sólo un mes. Otros éxitos incluyen Paralelas (lanzada por Vanusa) y Galos, noites e quintais (regrabada por Jair Rodrigues). En 1979 en el LP Era uma Vez um Homem e Seu Tempo (Warner) grabó Comentario a respeito de John (homenaje a John Lennon), también grabada por la cantante Bianca. En 1983 fundó su propia productora y gravadora, Paraíso Discos, y en 1997 se hizo socio del sello Camerati. Su discografía incluye Um show – dez anos de sucesso (1986, Continental) y Vício elegante (1996, GPA/Velas), con regrabaciones de éxitos de otros compositores.

## Muerte
Belchior murió el 30 de abril de 2017, a los 70 años, en la ciudad de Santa Cruz do Sul. El gobierno del estado de Ceará emitió una nota de pesar. La causa de la muerte fue un aneurisma de la aorta, la principal artéria del cuerpo humano.
El Gobernador del Ceará, Camilo Santana, decretó luto oficial de tres días, providenciando lo traslado del cuerpo, garantizando así, el deseo del cantante de ser enterrado en el Estado del Ceará, siendo velado en Sobral, su ciudad natal, y sepultado en Fortaleza.

## Discografía
Álbumes de estudio
- 1971 - Na Hora do Almoço (Copacabana - Compacto)
- 1973 - Sorry, Baby (Copacabana - Compacto)
- 1973 - A Palo Seco (Chantecler - Compacto)
- 1974 - Mote e Glosa (Chantecler- LP/K7)
- 1976 - Alucinação (Polygram - LP/CD/K7)
- 1977 - Coração Selvagem (Warner - LP/CD/K7)
- 1978 - Todos os Sentidos (Warner - LP/CD/K7)
- 1979 - Era uma Vez um Homem e Seu Tempo (Warner - LP/CD/K7)
- 1980 - Objeto Direto (Warner - LP)
- 1982 - Paraíso (Warner - LP)
- 1984 - Cenas do Próximo Capítulo (Paraíso/Odeon - LP)
- 1987 - Melodrama (Polygram - LP/K7)
- 1988 - Elogio da Loucura (Polygram - LP/K7)
- 1990 - Projeto Fanzine (Polygram - LP/K7)
- 1990 - Trilhas Sonoras (Continental - LP)
- 1991 - Divina Comédia Humana (MoviePlay - CD)
- 1991 - Acústico (Arlequim Discos - CD)
- 1993 - Baihuno (MoviePlay - CD)
- 1996 - Vício Elegante (Paraíso/GPA/Velas - CD)
- 1997 - Pop Brasil (Warner Music / WEA)
- 1999 - Autorretrato (BMG - CD)

En Parcerias con Otros Artistas
- 1992 - "Eldorado" (com Larbanois & Carrero) - (Movieplay Brasil)
- 2002 - Pessoal do Ceará (com Amelinha e Ednardo) - (Continental / Warner - CD)

En Vivo
- 1986 - Um Show: 10 Anos de Sucesso (Continental - LP)
- 1995 - Um Concerto Bárbaro: Acústico ao Vivo (Universal Music - CD)

Recogidos
- 1998 - Millenium (Polygram - CD)
- 2008 - Sempre (Som Livre - CD)

Participaciones especiales
- 1979 - Massafeira

Tributos a Belchior
- 2014 - Ainda Somos os Mesmos - Tributo de vários artistas independentes, que grabaron, integralmente, el álbum Alucinação